# 사키루

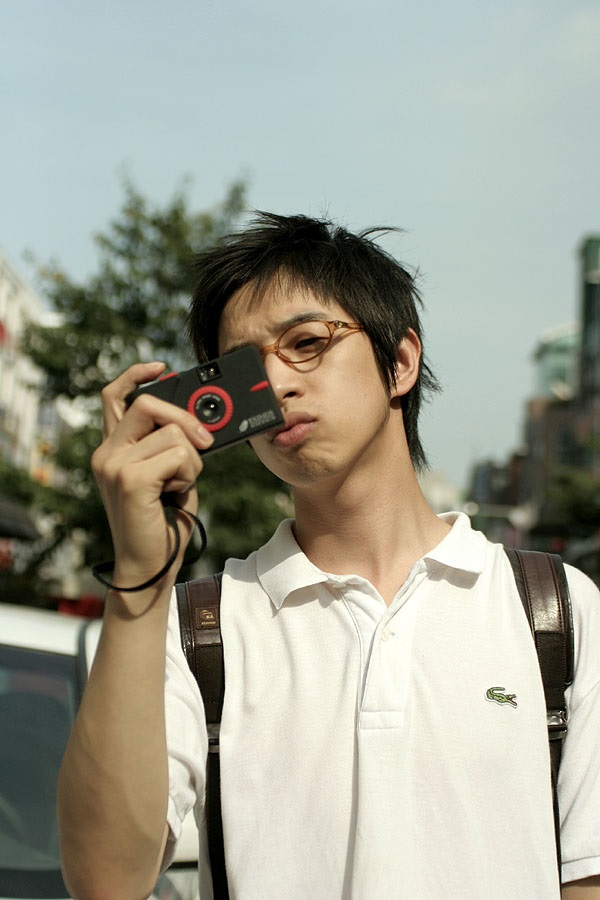
사키루 (2008년)

사키루(Sakiroo, 1980년 7월 29일~)는 대한민국의 삽화가 겸 캐릭터 디자이너이다. 본명은 최상현(崔相賢)으로써 경기도 부천시 태생이다.